# تری‌فلوئورید بیسموت
تری‌فلوئورید بیسموت (به انگلیسی: Bismuth trifluoride) با فرمول شیمیایی BiF۳ یک ترکیب شیمیایی با شناسه پاب‌کم ۸۲۲۳۳ است. که جرم مولی آن ۲۶۵٫۹۷۵۵۰ g/mol می‌باشد. شکل ظاهری این ترکیب، پودر سفید و خاکستری است.